# Sphecodina
Sphecodina là một chi bướm đêm thuộc họ Sphingidae.

## Các loài
- Sphecodina abbottii - (Swainson, 1821)
- Sphecodina caudata - (Bremer & Grey, 1853)